# Объединённые города и местные власти
Объединённые Города и Местные Власти (ОГМВ) (англ. United Cities and Local Governments, UCLG; фр. Cités et Gouvernements locaux unis, CGLU; исп. Ciudades y Gobiernos Locales Unidos, CGLU) — международная организация, объединяющая города, местные и региональные органы власти и муниципальные ассоциации по всему миру, чья повседневная деятельность включает проведение совещаний мэров и других местных и региональных лидеров, реализация совместных многосторонних проектов с международными институциональными партнерами, организацию международных семинаров-практикумов по обмену опытом в вопросах местных политик и практик, и защиту интересов местных и региональных органов власти в ООН.
Организация создана в 1913 году как «Международный союз местных властей».
С момента реорганизации в 2004 году,  головной офис ОГМВ находится в Барселоне (Всемирный секретариат, Секции Регионы Архивная копия от 10 ноября 2019 на Wayback Machine и Метрополис Архивная копия от 26 октября 2019 на Wayback Machine ), региональные офисы находятся в городах Бразилиа, Брюссель, Стамбул, Джакарта, Казань, Ла-Пас, Оттава и Рабат.  Как крупнейшая организация субнациональных правительств в мире, насчитывающая более 240 000 членов в более чем 140 государствах-членах ООН, ОГМВ де-факто представляет более половины населения мира по всему миру и своей задачей видит «быть единым голосом и защитником мирового демократического местного самоуправления».
Организация добилась включения цели 11 «Устойчивые города и общины» в Повестку дня на период до 2030 года , объединяет лучшие местные практики в планы действий, регулярно предоставляет обновленную информацию о ходе работы и предложения Политическому форуму высокого уровня по устойчивому развитию .
Программа работы организации фокусируется на:  
- Повышении роли и влияния местного самоуправления и его представительных организаций в глобальных процессах;
- Трансформации себя в базовый инфраструктурный элемент поддержки демократического, эффективного, инновационного местного самоуправления, близкого к гражданину;
- Обеспечении эффективной и демократической организации глобальных процессов

## История

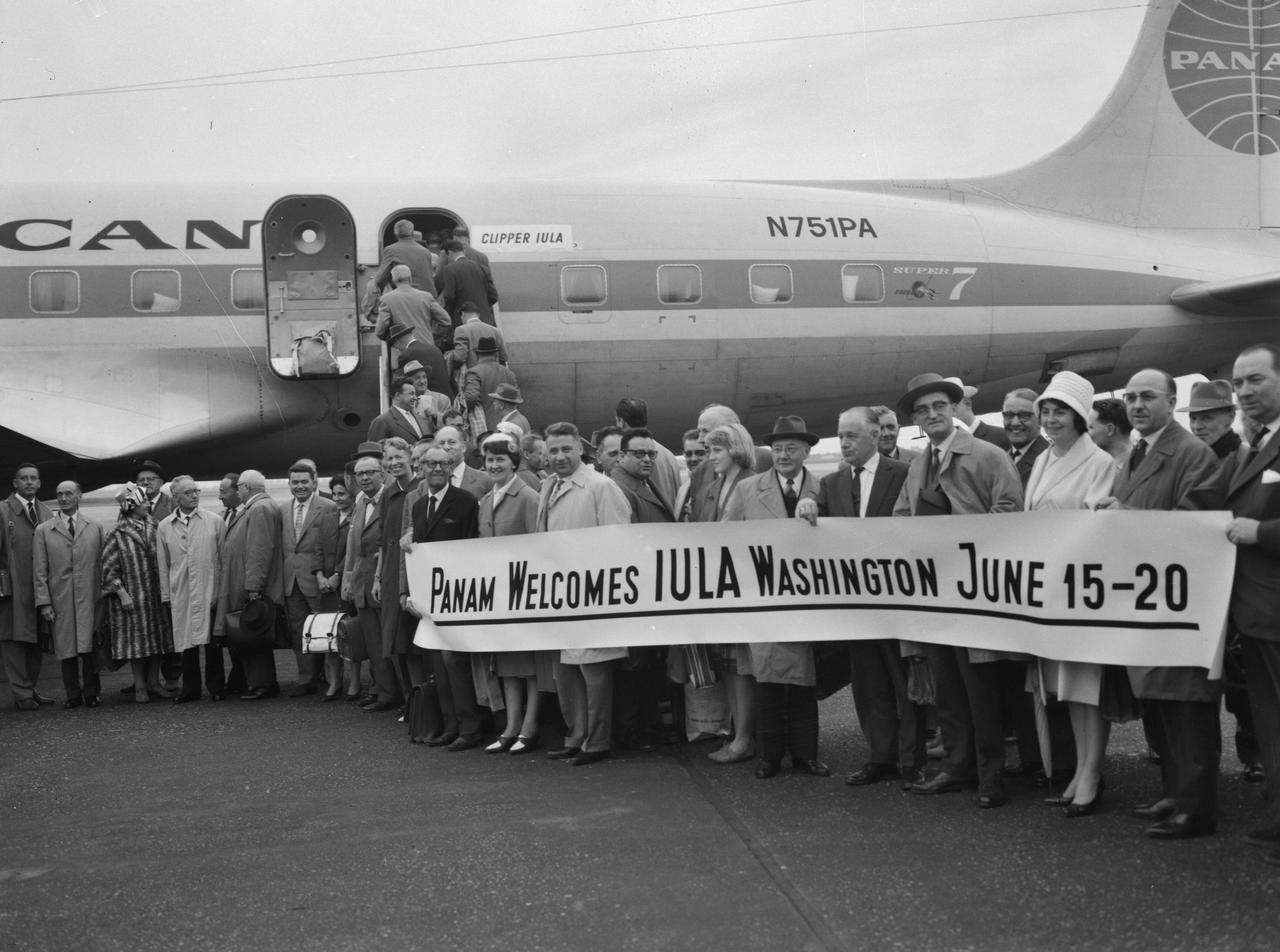
Pan Am приветствует делегацию из 10 мэров из Нидерландов (июнь 1961 год)

UCLG берёт своё начало в 1913 году, когда на Международном конгрессе по искусству строительства городов и организации общественной жизни в Генте (Бельгия) основали Международный союз городов (Union Internationale des Villes, UIV). Создание UIV и постоянного офиса для коммуникации и документации информации по муниципальным вопросам, ознаменовало рождение международного муниципального движения. Временный совет ассоциации состоял из 30 членов, её первым местом дислокации был Брюссель. В 1928 году UIV изменил своё название на Международный союз местных властей (International Union of Local Authorities, IULA). В 1948 году секретариат IULA переехал из Гента в Гаагу в Нидерландах  где и оставался до 2004 года.
Международную федерацию объединённых городов (франц. Fédération mondiale des cités unies, FMCU) основали в 1957 году в Экс-ле-Бен (Франция) под названием Всемирная федерация породнённых городов (франц. Fédération mondiale des villes jumelées).

В 1984 году тогдашний президент Регионального совета Иль-де-Франс Мишель Жиро созвал первый конгресс Метрополис. Учредительный конгресс провели в Монреале в апреле 1985 года, и в нём приняли участие 14 городов-учредителей

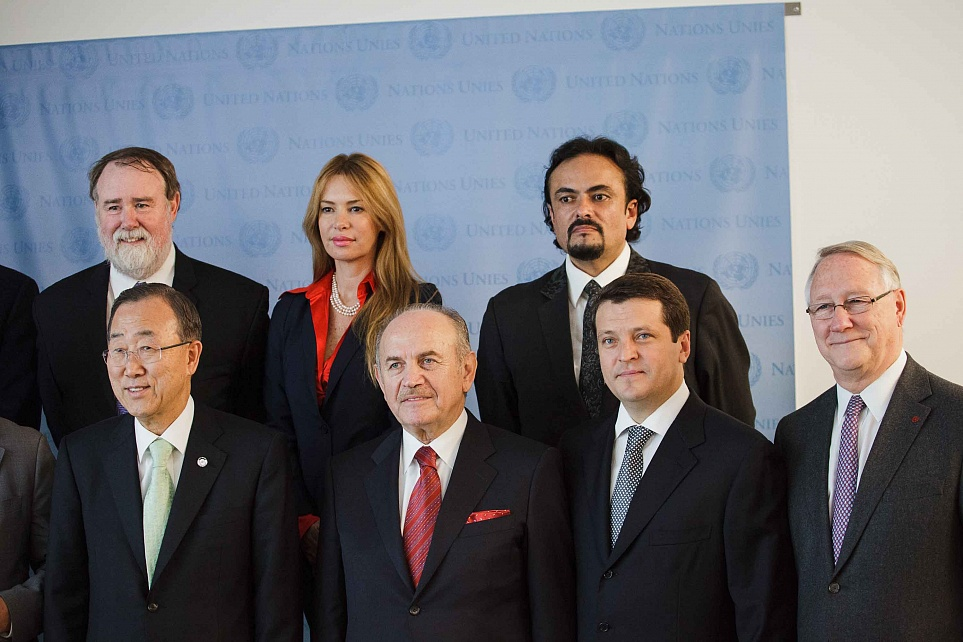
Возглавляемая Президентом Кадиром Топбашем делегация ОГМВ на встрече с Генеральным секретарём ООН Пан Ги Муном, Штаб-квартира ООН, 23 апреля 2012 г.

: Абиджан, Аддис-Абеба, Барселона, Буэнос-Айрес, Каир, Коломбо, Иль-де-Франс, Лондон, Лос-Анджелес, Мехико, Монреаль, Нью-Йорк, Токио и Турин. Секретариат Метрополис первоначально создали в Монреале, а позднее переехал в Барселону под председательством тогдашнего мэра Барселоны Жоан Клос в 2000 году.
В 2004 году три международные ассоциации местных и региональных органов власти – Международный союз местных властей (IULA), Международная федерация объединённых городов (FMCU) и Metropolis – договорились объединиться для создания единой организации на учредительном конгрессе ОГМВ.
Объединённую организацию создали под руководством президента-основателя Бертрана Деланоэ, мэра Парижа.

## Структура
ОГМВ членская организация с демократической федеральной структурой. В состав входят отдельные местные и региональные органы власти и их национальные ассоциации. Руководящие органы ОГМВ состоят из избранных на местах лидеров, выбранных их коллегами из числа членов ОГМВ.

### Отделения

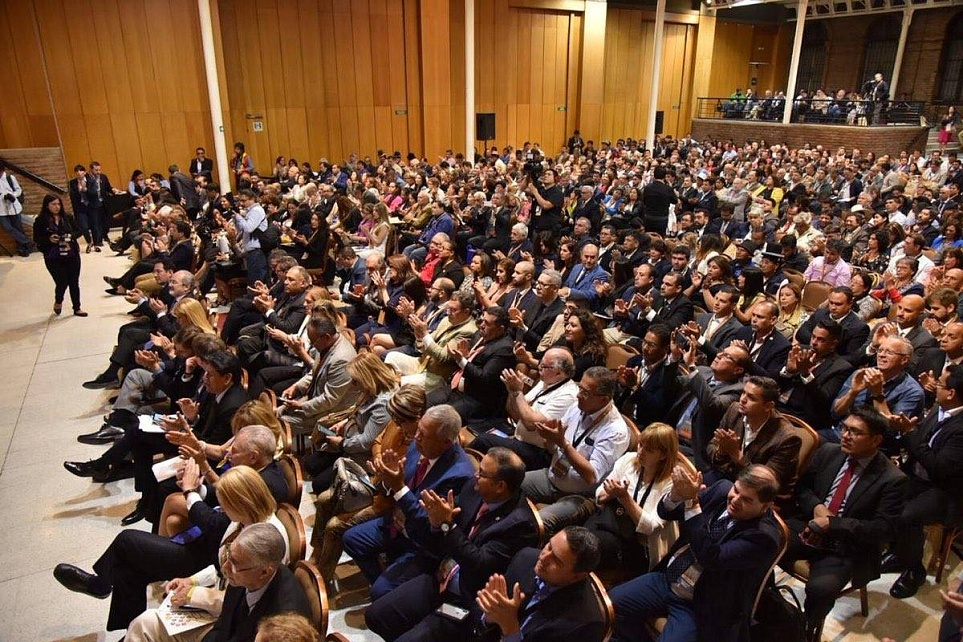
Генеральная Ассамблея Латиноамериканского Конгресса местных властей в Сантьяго- де-Чили (27-29 марта 2019 год)

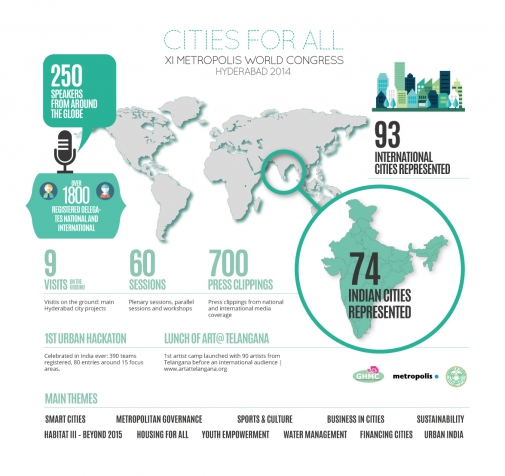
Обзорный слайд участников Всемирного конгресса тематического отделения Метрополис, Хайдерабад (Индия), 6-10 октября 2014

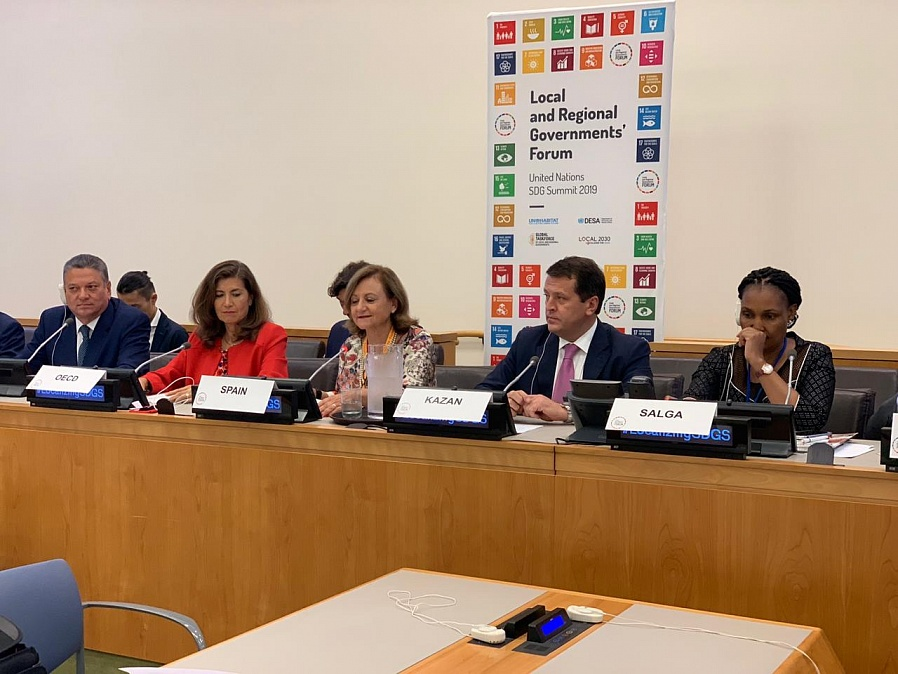
Президент ОГМВ-Евразия мэр Казани Ильсур Метшин на Форуме местных и региональных властей в ходе Генеральной Ассамблеи ООН, Нью-Йорк, 24-25 сентября 2019 г.

1. Африканское региональное отделение (UCLG Africa) [25]
2. Азиатско-Тихоокеанское региональное отделение (UCLG-ASPAC) [26]
3. Евразийское региональное отделение (ОГМВ Евразия) [27]
4. Европейское региональное отделение - Совет европейских муниципалитетов и регионов (CEMR)
5. Региональное отделение стран Ближнего Востока и Западной Азии (UCLG-MENA)
6. Латиноамериканская координация местных органов власти за единство в многообразии (CORDIAL, совместная работа FLACMA & Mercociudades)
7. Северноамериканское региональное отделение (UCLG-NORAM, на базе Федерации канадских муниципалитетов ) [28]
8. Отделение крупных городов (Метрополис) [29]
9. Форум регионов (UCLG Regions) [30]

### Руководящие органы

#### Всемирный совет

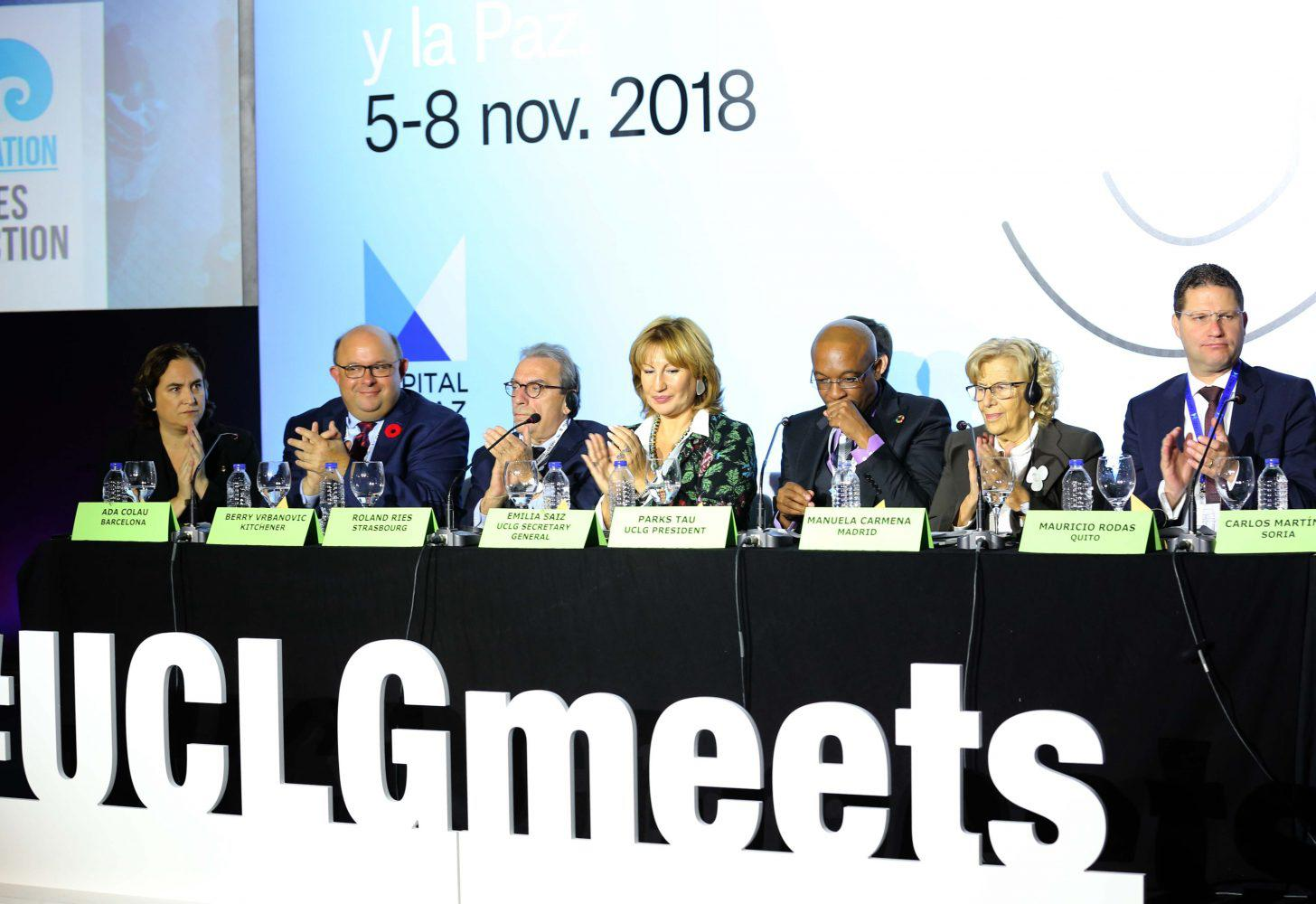
Заседание Всемирного совета ОГМВ в Мадриде, 5-8 ноября 2018 года

Основной директивный орган ОГМВ Всемирный совет. Он насчитывает более 300 членов из всех регионов мира и собирается не реже одного раза в три года . Предыдущие встречи проходили в Мадриде (2018 год) и Ханчжоу (2017 год).
В состав Всемирного совета ОГМВ на период 2016-2019 от Евразийского отделения входят Президент ОКМО «Единое общероссийское объединение муниципальных образований Виктор Кидяев и руководители 34 городов: Альметьевск, Арзамас, Астана, Астрахань, Бишкек, Болгар, Бугульма, Буинск, Владикавказ, Волгоград, Грозный, Душанбе, Елабуга, Ереван, Ижевск, Иннополис, Иркутск, Казань, Красноярск, Кызыл, Менделеевск, Москва, Набережные Челны, Нарьян-Мар, Нижнекамск, Новосибирск, Пермь, Ростов-на-Дону, Самара, Ульяновск, Хабаровск, Чебоксары, Челябинск и Якутск.

#### Исполнительное бюро
Исполнительное бюро ОГМВ состоит из 115 членов. Оно собирается два раза в год, вносит предложения и выполняет решения Всемирного совета.
В состав исполнительного бюро ОГМВ на период 2016-2019 гг. от Евразийского отделения входят представители следующих городов:
1. Арзамас — Щелоков, Александр Александрович
2. Астана — Кульгинов, Алтай Сейдирович,
3. Астрахань — Губанова, Алёна Вячеславовна,
4. Бишкек — Суракматов, Азиз Эмильбекович,
5. Волгоград — Косолапов, Андрей Владимирович,
6. Ереван — Марутян, Айк Грачяевич,
7. Казань — Метшин, Ильсур Раисович,
8. Кызыл — Казанцева, Ирина Владимировна,
9. Москва — Шапошников, Алексей Валерьевич,
10. Ростов-на-Дону — Неярохина, Зинаида Васильевна и
11. Якутск — Авксентьева, Сардана Владимировна.

#### Президиум
Президиум всемирной сети ОГМВ состоит из президента, шести сопрезидентов, казначея (заместителя казначея) и специальных посланников. Их дополняет Вице-президиум, состоящий из вице-Президентов, избираемых отделениями ОГМВ.
Состав Президиума на период 2021—2024 годы:
Президент:  Ильсур Метшин, мэр Казани (Россия)
Сопрезиденты:
- Уур Ибрахим Алтай[тур.], мэр столичного муниципалитета Конья (Турция)
- Ли Минг-юань[англ.], мэр г. Сиань (Китай)
- Джонни Арая Монге[англ.], мэр г. Сан-Хосе (Коста-Рика)
- Анн Идальго, мэр Парижа (Франция) и
- Ян ван Занен[англ.] Q2216667, мэр г. Утрехт (Нидерланды)

Казначеи: 
- Маделейн Йоробе Алфелор-Газман, мэр г. Ирига (Филиппины)[39]
- Берри Врбанович[англ.], мэр г. Китченер (Канада)

Специальные посланники:
- При ООН:  Ада Колау, мэр Барселоны (Испания) и
- При Новой программе развития городов, утверждённой на III конференции ООН по жилью и устойчивому развитию[англ.]:  Карлос Мартинез Мингез[исп.], мэр Сории (Испания)

Вице-президенты:

#### Всемирный секретариат

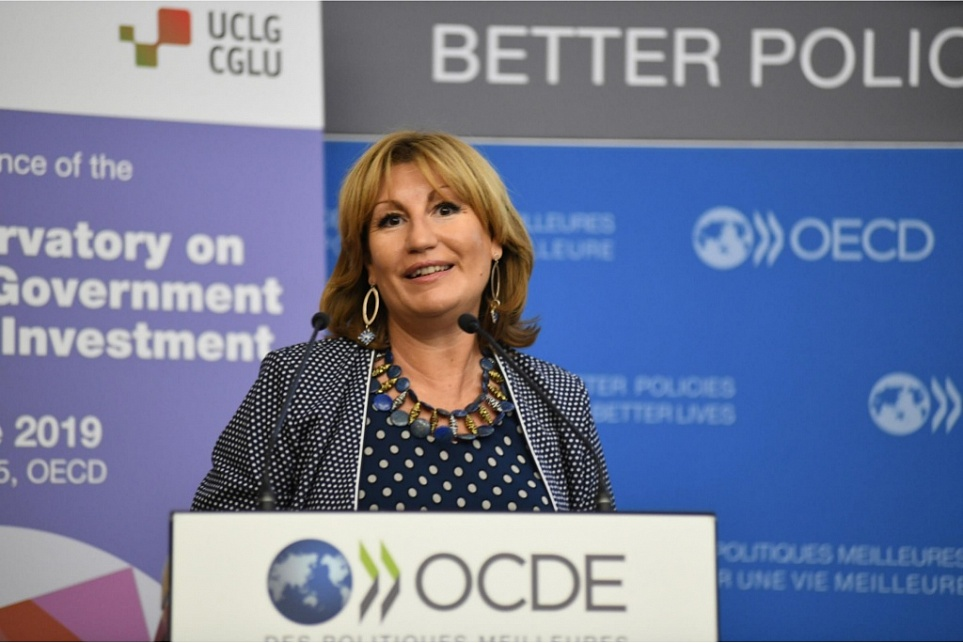
Генеральный секретарь ОГМВ Эмилия Саиз на конференции по запуску совместной Всемирной обсерватории ОЭСР и ОГМВ по субнациональным финансам и инвестициям, состоявшейся в Париже 17 июня 2019 года

В настоящее время Генеральным секретарем ОГМВ является Эмилия Саиз, которая была назначена в декабре 2017 года на смену уходящему Жосепу Ройгу.

### Межсекционные платформы
В рамках ОГВМ функционирует 19 постоянных межсекционных платформ.

#### Советы по политикам
В рамках ОГМВ функционирует 4 совета по политикам:
- Право на город и инклюзивные территории
- Возможности для всех, культура и городская дипломатия: ключи к устойчивому развитию и миру
- Многоуровневое территориальное управление и устойчивое финансирование
- Более безопасные, жизнеспособные и устойчивые города, способные противостоять кризисам

Каждый совет по политикам может иметь до 15 представителей с политическим мандатом, и включать не менее одного члена Президиума. Их доклад заслушивается на каждой сессии Исполнительного бюро.

#### Комитеты по политикам

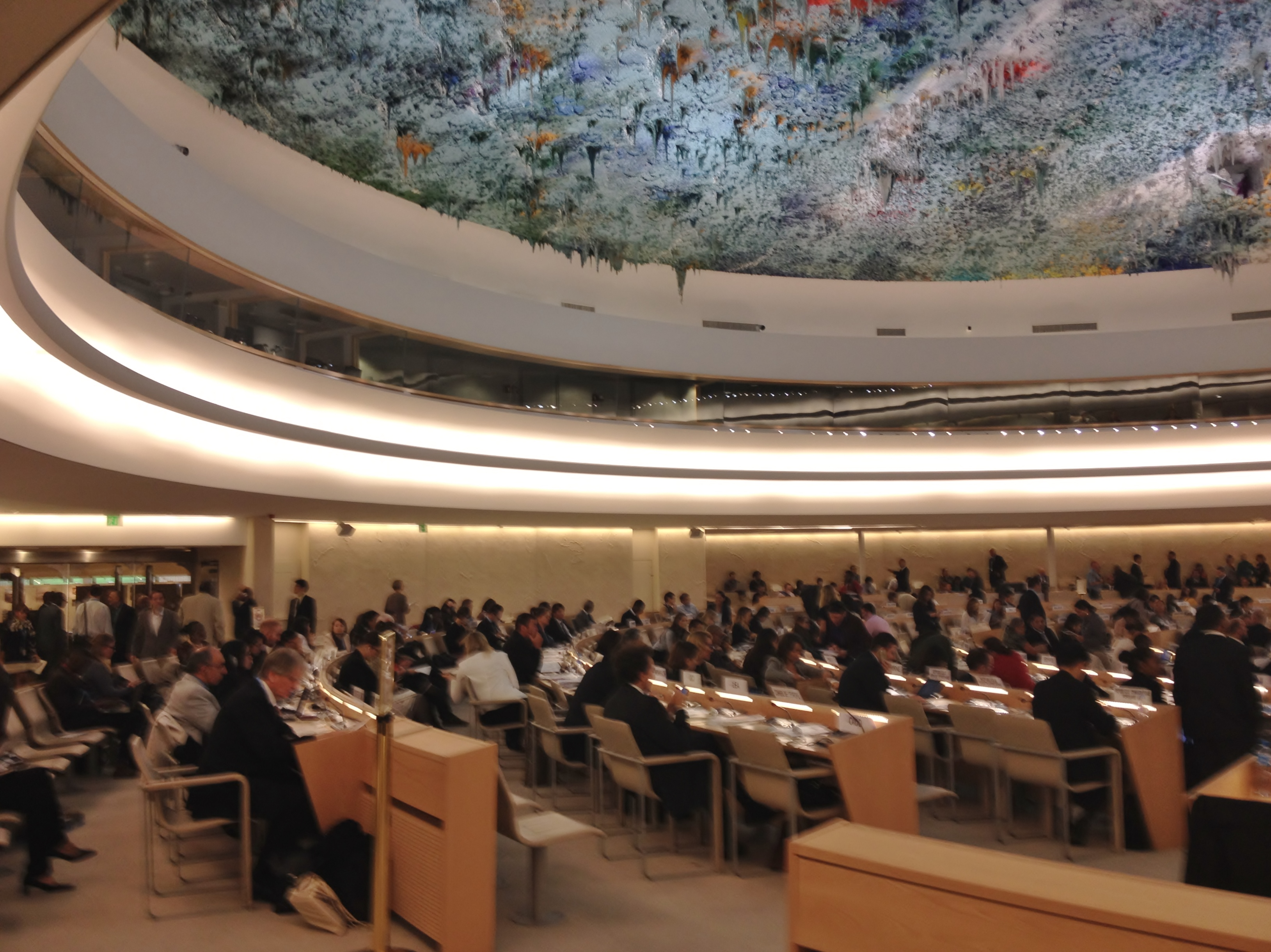
Патрик Браузек (Сен-Сен-Дени), сопредседатель Комитета по социальной интеграции, партисипативной демократии и правам человека выступает перед Советом ООН по правам человека. Презентация доклада «Роль местных органов власти в популяризации и защите прав человека», 22 сентября 2015 г. Зал «Права человека и Альянс цивилизаций», Дворец Наций в Женеве, Швейцария.

В рамках ОГМВ функционирует 4 комитета по политикам:
- Культура
- Социальная интеграция, партисипативная демократия и права человека
- Городское стратегическое планирование
- Местное экономическое и социальное развитие

#### Рабочие группы
В рамках ОГМВ функционирует 2 рабочие группы:
- Развитие компетенций и институциональное строительство
- Территориальная профилактика и управление кризисами

#### Сообщества по практикам
В рамках ОГМВ функционирует 6 сообществ по практикам:
- Городские инновации
- Мобильность горожан
- Социальная экономика
- Продовольственная безопасность
- Прозрачность и ответственность
- Цифровые города

#### Форумы
В рамках ОГМВ функционирует 3 форума:
- Средние города («Города-посредники»)
- Периферийные города
- Ассоциации местного самоуправления

## Мероприятия

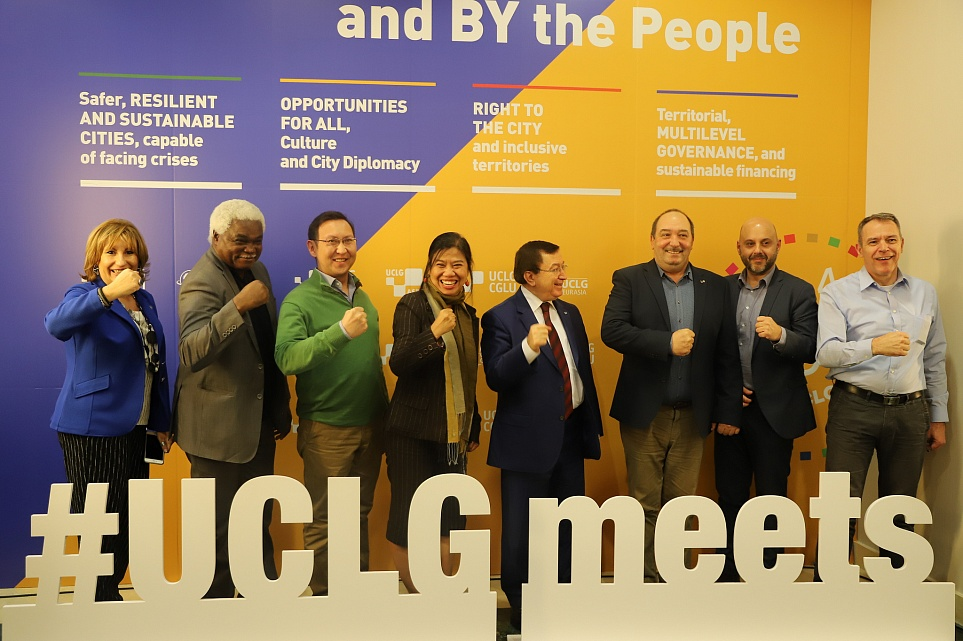
UCLG Retreat: координационное собрание генеральных секретарей региональных отделений ОГМВ, персонала организаций и партнёров (Барселона, 11-15 февраля 2019 г.)

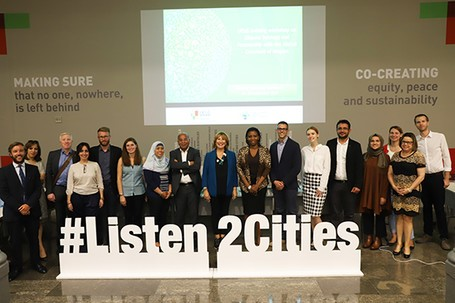
Совместный семинар-практикум ОГМВ и Глобального пакта мэров по вопросам изменения климата (25-26 сентября 2018 г.)

Члены ОГМВ собираются на Всемирные саммиты, регулярные конгрессы, заседания Исполнительного бюро и встречи, организуемые Всемирным секретариатом и региональными отделениями. Они  также организовывают различные семинары и тренинги. Ближайшее прошедшее событие – Всемирный саммит в Дурбане 11-15 ноября 2019 года.

## Проекты

### Глобальная рабочая группа местных и региональных властей (GTF)
ОГМВ обеспечивает работу Глобальной рабочей группы местных и региональных властей (GTF) - координационного и консультативного механизма, который объединяет основные международные объединения местных властей - для совместного лоббирования учёта в глобальных политических процессах интересов локальных сообществ. Глобальную рабочую группу создали в 2013 году, чтобы представить голос местных и региональных органов власти в рамках разработки Целей устойчивого развития, в частности, в повестке дня в области изменения климата и Новой программе развития городов. Наряду с ОГМВ участниками Глобальной целевой группы являются объединения городов ICLEI и C40 Cities.

### Консультативный комитет ООН по вопросам местного самоуправления (UNACLA)
Консультативный комитет ООН по вопросам местного самоуправления (UNACLA/ЮНАКЛА) учреждён резолюцией 17/18 Совета управляющих ООН от 1999 года в качестве консультативного органа для укрепления диалога системы ООН с местными властями в отношении реализации Повестки дня ООН по населённым пунктам. ОГМВ возглавляет UNACLA и имеет в его совете 10 из 20 мест. Секретариат UNACLA расположен на базе офисов ОГМВ и Программы ООН по населённым пунктам.